# Лебедев, Леонид Константинович
 Леонид Константинович Лебедев  (1840 — не ранее 1905) — управляющий канцелярий министра земледелия и государственных имуществ. Тайный советник.

## Биография
Происходил из дворян. Окончил симбирскую гимназию и историко-филологический факультет Санкт-Петербургского университета (1861) со степенью кандидата.
В 1864 году поступил на службу в министерство государственных имуществ. В том же году был командирован в Курск в распоряжение чиновника особых поручении для ревизования палаты государственных имуществ. В 1866 году командирован с той же целью в Рязань, а затем в Петрозаводск для исполнения обязанностей советника сельскохозяйственного отделения олонецкой палаты государственных имуществ. В 1867 году назначен столоначальником департамента общих дел, а в 1868 году делопроизводителем судной части того же департамента. В 1874 году командирован в Саратовскую губернию для обозрения направления и хода в судебных местах и мировых учреждениях дел, относившихся к ведомству государственных имуществ.
В 1877 году командирован в Ригу для собрания сведений по делам спорных сервитутов. В 1879 году назначен начальником судного отделения департамента общих дел. В 1882 году командирован для ревизии Волынского, Черниговского и Полтавского управлений государственными имуществами. В 1883 году назначен вице-директором департамента общих дел с поручением управлять судным отделением департамента. В том же году командирован в Гродненскую губернию для производства следствия о беспорядках, замеченных вице-инспектором корпуса лесничих при ревизии 3-го пружанского лесничества. По преобразовании Министерства государственных имуществ, в 1894 году он был назначен управляющим канцелярией министра земледелия и государственных имуществ.
В 1885 году был произведён в действительные статские советники, в 1895 году — в тайные советники. Был награждён орденами Российской империи, до ордена Св. Анны 1-й степени.
Кроме ряда статей в «Новостях», им были напечатаны очерки: «Босния и Герцеговина» («Дело». — 1876. — № 7); «Турция. Очерк ее исторического развития и нынешнего состояния» («Отечественные записки». — 1876. — № 11) и др. Также были напечатаны его воспоминания: Из воспоминаний: Симбирская гимназия, 1851—1854 гг. // Агринский А. С. Симбирская гимназия (1809—1909 гг.). — Симбирск, 1909. — С. 2—16 (паг. 2-я).